# Tình xa
Tình xa (tiếng Thái: รักไร้พรมแดน) là một bộ phim truyền hình được thực hiện bởi Trung tâm Phim truyền hình Việt Nam, Đài Truyền hình Việt Nam hợp tác với Tập đoàn Kantana,Thái Lan do Vũ Trường Khoa và Anuwat Thanomrod làm đạo diễn. Phim được phát sóng song song trên cả hai kênh là VTV1 và Channel 7 lần đầu vào năm 2004.

## Nội dung
Tình xa xoay quanh cuộc sống và tình yêu của cô diễn viên múa "lọ lem" người dân tộc Thái tên Vì Thị Sa (Hà Hương). Được cử sang Thái Lan học để nâng cao chuyên môn về múa, cô đã tình cờ gặp Đen (Atsadawut Luengsuntorn) – chàng công tử con nhà giàu, nhưng đã là khán giả thầm say mê những điệu múa của cô trong dịp anh cùng người thân đến Hà Nội du lịch. Đen từ đấy đem lòng thầm yêu Sa, một cô gái Việt bí ẩn, xinh đẹp với những điệu múa làm anh không thể rời mắt. Tuy nhiên tình cảm của hai người sớm đã gặp phải trắc trở vì có nhiều khác biệt về văn hóa, địa lý và cũng như những quan hệ tình cảm trước đó đã khiến cả hai rơi vào nguy cơ rạn nứt...

## Diễn viên
- Hà Hương trong vai Vì Thị Sa
- Atsadawut Luengsuntorn trong vai Đen[5]
- Công Dũng trong vai Minh
- Siriwan Yoisagul trong vai Mảy
- May Fuengarom trong vai Chen
- Đàm Hằng trong vai Ngọc
- Thùy Dương trong vai Chi
- NSƯT Minh Châu trong vai Cô Kim Chung
- Junko Takakuwa trong vai Michiko
- Peter Akesson trong vai Thomas
- Văn Lượng trong vai Thành
- Kanang Amatyakul trong vai Cô Phon
- Hương Dung trong vai Phó đoàn
- Thương An trong vai Trưởng đoàn
- Tuyết Liên trong vai Bà Di
- Đặng Tản trong vai Bà Mế
- Suchao Pongwilai trong vai Damrong
- Naolprang Trichit trong vai Nongnut
- Pojet Kanpetch trong vai Nidom
- Daongjai Hathaikarn trong vai Chittra

Cùng một số diễn viên khác....

## Ca khúc trong phim
Bài hát trong phim là ca khúc "Tình xa", lời Việt do Trương Quý Hải viết và do ca sĩ Khánh Linh thể hiện, lời Thái do Naolprang Trichit viết.